# 1983 في الصين
فيما يلي قوائم الأحداث التي وقعت خلال عام 1983 في الصين.

## سياسة

### تعيين في المنصب
- 1 يناير – لي تشانغ تشون عمدة شنيانغ.

### انتهاء فترة المنصب
- 18 يونيو – ياي جيانيانغ رئيس اللجنة الدائمة للمجلس الوطني لنواب الشعب [الإنجليزية]‏.

## مواليد

### يناير
- 5 يناير – جو فانجيو لاعب كرة سلة صيني.
- 8 يناير – تشن نان لاعبة كرة سلة صينية.
- 15 يناير – يانغ زهي لاعب كرة قدم صيني.

### فبراير
- 10 فبراير – دو زهينيو لاعب كرة قدم صيني.

### مايو
- 2 مايو – تشانغ زيلي ملاكم صيني.

### يوليو
- 5 يوليو – تشينج جي لاعبة كرة مضرب صينية.
- 13 يوليو – ليو شيانغ رياضي صيني.

### أغسطس
- 23 أغسطس – سون مينغ مينغ لاعب كرة سلة صيني.

### سبتمبر
- 2 سبتمبر – شي جياي لاعب كرة قدم صيني.
- 13 سبتمبر – هان بينغ لاعب كرة قدم صيني.

### أكتوبر
- 14 أكتوبر – لين دان لاعب كرة ريشة صيني.

### ديسمبر
- 15 ديسمبر – وانج هاو لاعب تنس طاولة صيني.
- 19 ديسمبر – دو وينهوي لاعب كرة قدم صيني.
- 27 ديسمبر – سا دينق دينق مغنية صينية.

## وفيات

### فبراير
- 4 فبراير – شياو سان (مواليد 1896)